# Rawulja-Nunatak
Der Rawulja-Nunatak (bulgarisch нунатак Равуля nunatak Rawulja) ist ein 1390 m hoher Nunatak am Nordrand der Sentinel Range des Ellsworthgebirges im westantarktischen Ellsworthland. Er ragt 13,88 km nördlich des Mount Holmboe und 11 km nordwestlich des Lanz Peak auf.
US-amerikanische Wissenschaftler kartierten ihn 1961. Die bulgarische Kommission für Antarktische Geographische Namen benannte ihn 2014 nach zwei Gipfeln in der Sredna Gora.